# Astracantha phrygia
Astracantha phrygia là một loài thực vật có hoa trong họ Đậu. Loài này được (Širj.) Podl. miêu tả khoa học đầu tiên năm 1983.